# Ehrenfeld
Ehrenfeld  è una borough degli Stati Uniti d'America, nella Contea di Cambria nello Stato della Pennsylvania. Secondo il censimento del 2010 la popolazione era di 228 abitanti.

## Società

### Evoluzione demografica
La composizione etnica vede una esclusività di quella bianca (100%), dati del 2010.
| borough di Ehrenfeld Popolazione |     |
| 2010                             | 228 |
| Previsione al 2017               | 215 |

## Curiosità
È la città natale di Charles Bronson.